# 170-ті до н. е.

## Події
- 171 до н. е. — початок Третьої Македонської війни